# Oman Arena

Oman Arena är en sportanläggning med 5 600 platser i Jackson i Tennessee i USA. Där arrangeras lokala sportevenemang och konserter. Den öppnades 1964 och hette ursprungligen Jackson Colosseum. Sedan 1990 har den varit värd för NAIA Women's Division I National Championship Basketball Tournament.